# سويطينية
السويطينية أو الفطريات السويطية (الاسم العلمي: Neocallimastigomycota) هي شعبة من الفطريات تتبع تحت مملكة الفطريات الأصيصية اللاهوائية تتواجد في الجهاز الهضمي للحيوانات العاشبة.

## الاكتشاف
وصفت شعبة السويطينية أو الفطريات السويطية لأول مرة من قبل Orpin في عام 1975 بناء على الخلايا المتحركة الموجودة في كروش الأغنام. على الرغم من أنه كان يعتقد في البداية أن هذه الخلايا من السوطيات. ومنذ ذلك الحين تبين أنهم فطريات متعلقة بالفطريات الأصيصية الأساسية. وقبل ذلك، كان يعتقد أن ميكروبات الكرش تتكون فقط من البكتيريا والطفيليات. منذ اكتشافها، تم عزلها من الجهاز الهضمي لأكثر من 50 من الحيوانات العاشبة بما في ذلك الحيوانات المجترة والثدييات غير المجترة والزواحف العاشبة.

## التصنيف
- شعبة السويطينية
  - الطائفة السويطيانية
    - رتبة السويطيات
      - الفصيلة السويطية
        - جنس السويطاء